# Claudia Schröder (Kamerafrau)

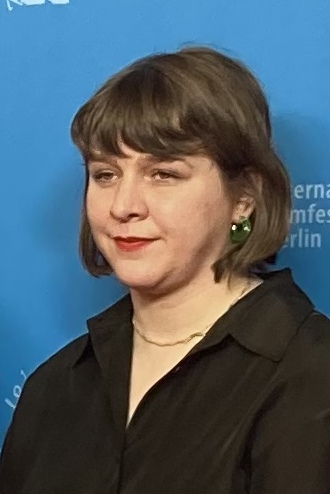
Claudia Schröder (2023)

Claudia Schröder (* 23. August 1987 in Berlin) ist eine deutsche Kamerafrau.
Nach ihrem Kamerastudium an der Deutschen Film- und Fernsehakademie Berlin (dffb) und dem California Institute of the Arts in Los Angeles präsentiert Schröder 2023 ihren Abschlussfilm Geranien in der Sektion „Perspektive Deutsches Kino“ der Berlinale.
2023 wurde die Paramount+-Serie A Thin Line unter der Regie von Sabrina Sarabi und Damian John Harper veröffentlicht, für die Schröder als 2nd Unit DOP neben Kameramann Philipp Baben der Erde tätig war.

## Filmografie
- 2015: Ariana Forever! (Kurzfilm)
- 2017: Der Titel ist gestorben (Kurzfilm)
- 2017: Funke (Kurzfilm)
- 2018: Die Andere Welt (Kurzfilm)
- 2021: Tariks Spiel (Kurzfilm)
- 2022: Der Müll der Anderen (Kurzfilm)
- 2023: Geranien
- 2024: Schwarze Früchte (Serie)